# Live @ Metalcamp 2008
Live @ Metalcamp 2008 è il primo album live del gruppo musicale folk metal svizzero Eluveitie, pubblicato nel  2008 per Nuclear Blast.
L'album è stato pubblicato in un'edizione speciale limitata a 500 copie oppure assieme all'album Slania, con il nome di Slania Limited Tour Edition.

## Tracce
1. Intro – 1:28
2. Primordial Breath – 4:52
3. Gray Sublime Archon – 4:13
4. Inis Mona – 5:21
5. Bloodstained Ground – 4:27
6. Of Fire, Wind & Wisdom – 3:32
7. Giamonios – 2:13
8. Slania's Song – 6:36
9. The Somber Lay – 4:35
10. Your Gaulish War – 6:35
11. Uis Elveti – 5:21
12. Tegernako – 7:36
13. AnDro – 4:39

## Formazione
- Sevan Kirder - cornamusa, flauto, fischio
- Merlin Sutter - batteria
- Siméon Koch - chitarra elettrica
- Chrigel Glanzmann - voce, mandolino, flauto traverso, fischio, cornamusa, gaita, chitarra acustica, bodhrán
- Meri Tadic -  violino, voce
- Rafi Kirder - basso
- Ivo Henzi - chitarra elettrica
- Anna Murphy - ghironda, voce